# چالا (ازورگتی)
چالا (گرجی: ჭალა) یک روستا در شهرداری ازورگتی ناحیه گوریا در غرب گرجستان است.